# عايدة (سفن سياحية)
عايدة، سفن سياحية (بالإنجليزية:AIDA Cruises)هي ماركة مسجلة لشركة سفن سياحية، تملكهاشركات ملاحة بريطانية-أمريكية، واختارت تلك التسمية لترويج الساحة البحرية في ألمانيا. وقد قام الرسام الألماني «فيليكس بوتنر» برسم العلامة المميزة لتلك السفن التي يبلغ عددها حتى الآن 10 سفن تستخدم في السياحة، قام برسمها في عام 1996 . ورمز مجموعة سفن عايدة السياحية هو «فم تقبيل» ذو عينان كبيرتان وخط موجة زرقاء تمتد بطول السفينة. يلحق «بفم التقبيل» الممثل لشعار مجموعة سفن عايدة AIDA هذه الأربعة حروف كل منها مكتوبا بلون غير الآخر.
تتبع سفن عايدة لفرع «كارنيفال كوربرايشن» الأوروبي منتمية إلى الشركة البحرية الكبرى البريطانية الأمريكية، ومقر شركة كارنيفال في جنوة بإيطاليا. وتسير عايدة في البحار تحت الراية الإيطالية Die AIDA-Schiffe fahren unter italienischer Flagge, so dass die Erträge aus ، بحيث يستفيد أسطول سفن عايدة من التخفيضات الضريبية في إيطاليا. وقد اتخذت تلك الماركة المسجلة أيضا في فرع الشركة الموجود في ألمانيا، وتسمى في السجل التجاري (لميناء) روستوك: AIDA Cruises – German Branch of Costa Crociere S.p.A.

## وصلات خارجية
- الموقع الرسمي

## الأسطول البحري الحالي
| السفينة    | الفئة   | تاريخ انتاجها | منتجها              | دخلت اسطول عايدة | الحمولة    | تحت علم | ملحوظات | صورة السفينة |
| ---------- | ------- | ------------- | ------------------- | ---------------- | ---------- | ------- | --- | ------------ |
| إيدا فيتا  |         | 2002          | لويد ويرفت          | 2002 – الآن      | 42,289 طن  | إيطاليا | |              |
| إيدا أورا  |         | 2003          | لويد ويرفت          | 2003 – الآن      | 42,289 طن  | إيطاليا | |              |
| إيدا ديفا  | سفينكس  | 2007          | ماير ويرفت          | 2007 – الآن      | 69,203 طن  | إيطاليا | |              |
| إيدا بيلا  | سفينكس  | 2008          | ماير ويرفت          | 2008 – الآن      | 69,203 طن  | إيطاليا | |              |
| إيدا لونا  | سفينكس  | 2009          | ماير ويرفت          | 2009 – الآن      | 69,203 طن  | إيطاليا | |              |
| إيدا بلو   | سفينكس  | 2010          | ماير ويرفت          | 2010 – الآن      | 71,304 طن  | إيطاليا | تم استخدام الاسم سابقا على سفن قديمة في الأسطول خلال 2004 إلى 2007.                                                    |              |
| إيدا سول   | سفينكس  | 2011          | ماير ويرفت          | 2011 – الآن      | 71,304 طن  | إيطاليا | |              |
| إيدا مار   | سفينكس  | 2012          | ماير ويرفت          | 2012 – الآن      | 71,304 طن  | إيطاليا | |              |
| إيدا ستيلا | سفينكس  | 2013          | ماير ويرفت          | 2013 – الآن      | 71,304 طن  | إيطاليا | |              |
| إيدا بريما | هايبرون | 2016          | ميتسوبيشي           | 2016 – الآن      | 125,572 طن | إيطاليا | إستلمت في 14 مارس 2016 وبدأت التشغيل في 25 أبريل (سفينة القيادة للإسطول)                                               |              |
| إيدا برلا  | هايبرون | 2017          | ميتسوبيشي           | 2017 – الآن      | 125,572 طن | إيطاليا | إستلمت في 27 أبريل 2017 وبدأت التشغيل في 28 مايو                                                                       |              |
| إيدا نوفا  | إكسلانس | 2018          | ماير ويرفت          | 2018 – الآن      | 183,858 طن | إيطاليا | أكبر السفن التي بنيت بواسطة الشركة إستلمت في 12 ديسمبر 2018 وبدات رحلتها الأولى في 17 ديسمبر                           |              |
| إيدا ميرا  | ميسترال | 1999          | شانتيي دو لاتلونتيك | 2019 – الآن      | 48,200 طن  | إيطاليا | تم جلب السفينة من إسطول كوستا للرحلات البحرية وكانت تبحر سابقًا باسم "كوستا نيو ريفيرا"؛ ظهرت لأول مرة في 4 ديسمبر 2019 |              |

## وصلات خارجية
- AIDA-Homepage
- SeeLive – Tivoli Entertainment & Consulting
- Tourenpläne sämtlicher Schiffe der AIDA-Flotte bis ins Jahr 2013 (PDF-Datei; 633 kB)
- Video-Interview zur Unternehmensgeschichte mit Michael Thamm
- Externes Firmenportrait AIDA Cruises
- Aida Cruises Official Site (بالألمانية)

- Company Facts and Figures
- Cruise Critic Review
- Carnival Corporation - AIDA

## اقرأ أيضا
- سفينة بريزيوسا
- سفينة سياحية
- سفينة سياحية سيليستيال كريستال
- سفينة بحوث (زونه)